# Axel Kahn (Genetiker)

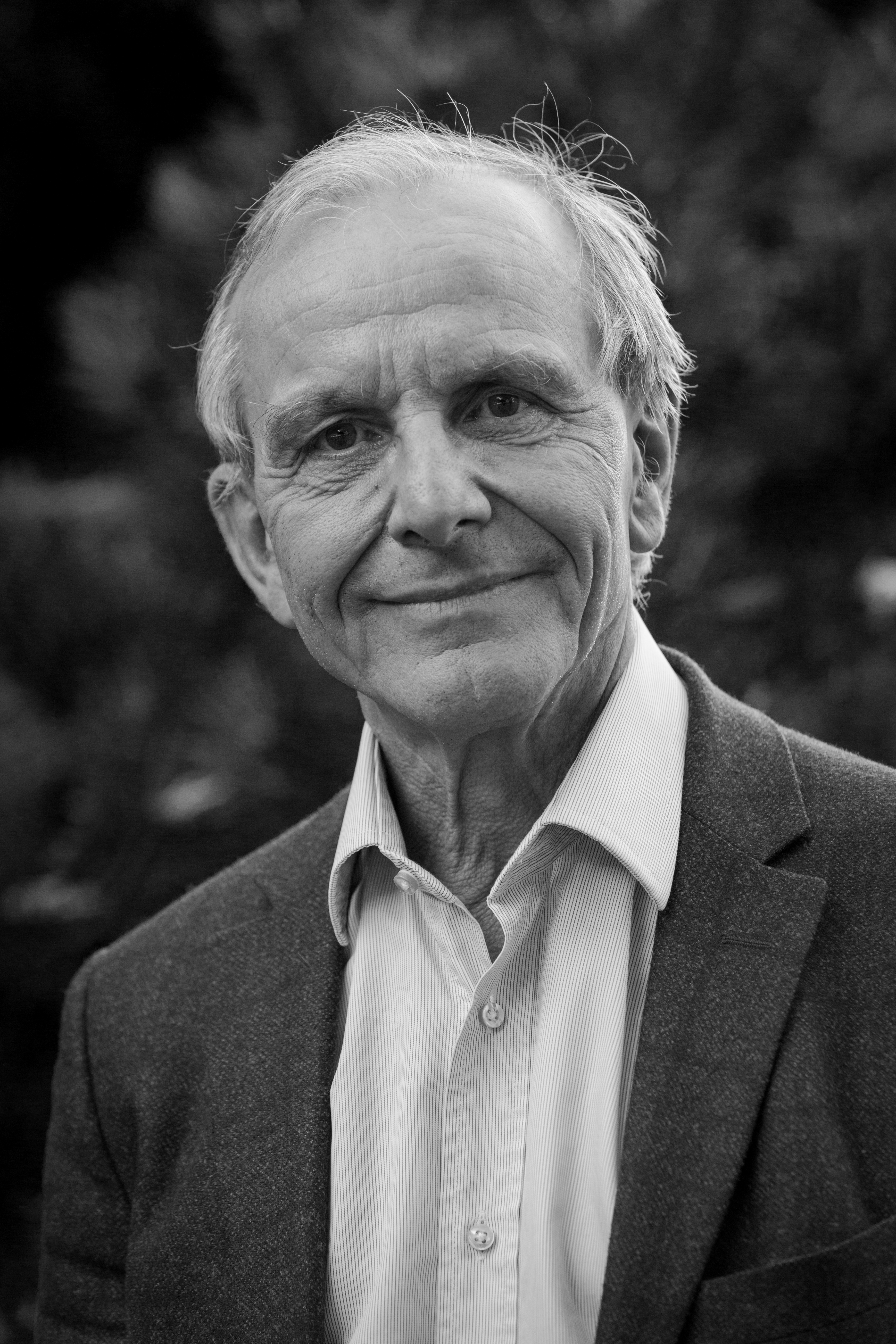
Axel Kahn (2015)

Axel Kahn (* 5. September 1944 in Le Petit-Pressigny; † 6. Juli 2021) war ein französischer Arzt und Genetiker.

## Leben
Axel Kahn war der Sohn von Jean Kahn-Dessertenne, einem Philosophieprofessor und französischen Dichter. Er war der Bruder des Journalisten Jean-François Kahn und des Chemikers Olivier Kahn.
Er studierte Medizin und war an den Pariser Krankenhäusern, insbesondere am Hôpital Lariboisière tätig. Er wurde sowohl in Hämatologie (1974) und in Naturwissenschaften (1976) promoviert. Der ehemalige interne der Hôpitaux de Paris trat als Forscher der Biochemie in das Forschungsinstitut Institut national de la santé et de la recherche médicale (INSERM) ein. Von 1988 bis 1997 war er Präsident der Commission du génie biomoléculaire, des Weiteren von 1992 bis 2004 Mitglied des Comité consultatif national d’éthique (CCNE) und von 1997 bis 1999 stellvertretender wissenschaftlicher Direktor der Abteilung sciences de la vie des Konzerns Rhône-Poulenc. Der europäische Kommissar für Forschung der Europäischen Kommission Philippe Busquin ernannte ihn zum Vorsitzenden der Expertengruppe Sciences de la Vie (2000–2002), die im Bereich der Biowissenschaften und -technologien wirkt. Später war er Leiter der Forschungsabteilung für Genetik und Molekularphysiologie und -pathologie des Institut Cochin in Paris und einziger Kandidat für die Präsidentschaft der Universität Paris V Descartes.
Axel Kahn war Gründer und Chefredakteur der Revue Médecine/sciences (1986–1998) und Verfasser zahlreicher Schriften zu Philosophie und Ethik. Er schaltete sich umfangreich in die Debatte über Ethik ein.

## Ehrungen und Auszeichnungen
- Preis der Académie de médecine
- Grande médaille de la francophonie der Académie française
- Silbermedaille des staatlichen Forschungsinstitutes CNRS
- Prix du rayonnement français
- Komtur des Ordre national du Mérite
- Offizier des Ordre du mérite agricole
- Offizier der Ehrenlegion
- Ritter des Ordre des Arts et des Lettres
- Ehrendoktorwürde mehrerer Universitäten:
  - Université catholique de Louvain und Universität Lüttich in Belgien
  - Universität Montréal, Universität Laval und Universität Sherbrooke in Québec, Kanada

## Schriften (Auswahl)
- Axel Kahn: Société et révolution biologique : pour une éthique de la responsabilité, INRA éditions, Paris 1996
- Axel Kahn: La Médecine du XXIe siècle: des gènes et des hommes, Éditions Bayard-Presse, Paris 1996
- Axel Kahn, Fabrice Papillon: Copies conformes, le clonage en question, Editions NiL, Paris, février 1998.
- Axel Kahn: Et l’Homme dans tout ça ? – Plaidoyer pour un humanisme moderne. Editions NiL, Paris, mars 2000.
- Albert Jacquard, Axel Kahn: L’avenir n’est pas écrit, Editions Bayard, Paris 2001 (september)
- Axel Kahn: Raisonnable et humain, Editions Nil, Paris 2004 (Februar)
- Axel Kahn, Dominique Lecourt: Bioéthique et liberté, Collection Quadrige/Essais PUF, Paris 2004 (Februar)
- André Comte-Sponville, Marie de Hennezel, Axel Kahn: Doit-on légaliser l’euthanasie?, Editions de l’atelier, Paris 2004
- Axel Kahn, Fabrice Papillon: Le Secret de la salamandre – La médecine en quête d’immortalité, Éditions Nil, Paris 2005 (März)
- Biotechnologies, Progrès – Histoire, développement, débats actuels. Les leçons inaugurales du Groupe ESA – Dezember 2005.
- Axel Kahn, Jean-François Kahn: Comme deux frères Éditions Stock, Paris 2006 (Januar)
- Axel Kahn: L’Homme, ce roseau pensant; essai sur les racines de la nature humaine, Éditions Nil, Paris 2007 (Januar)